# إيه جي إم-154
إيه جي إم-154 (بالإنجليزية: AGM-154 Joint Standoff Weapon)‏ هو سلاح المواجهة المشتركة (JSOW)، من صنع الولايات المتحدة الأمريكية، وهو نتاج مشروع مشترك بين القوات البحرية الأمريكية وسلاح الجو الأمريكي بغية الاستخدام الموحد للقنابل المتوسطة الموجهة بدقة.

## مستخدمون

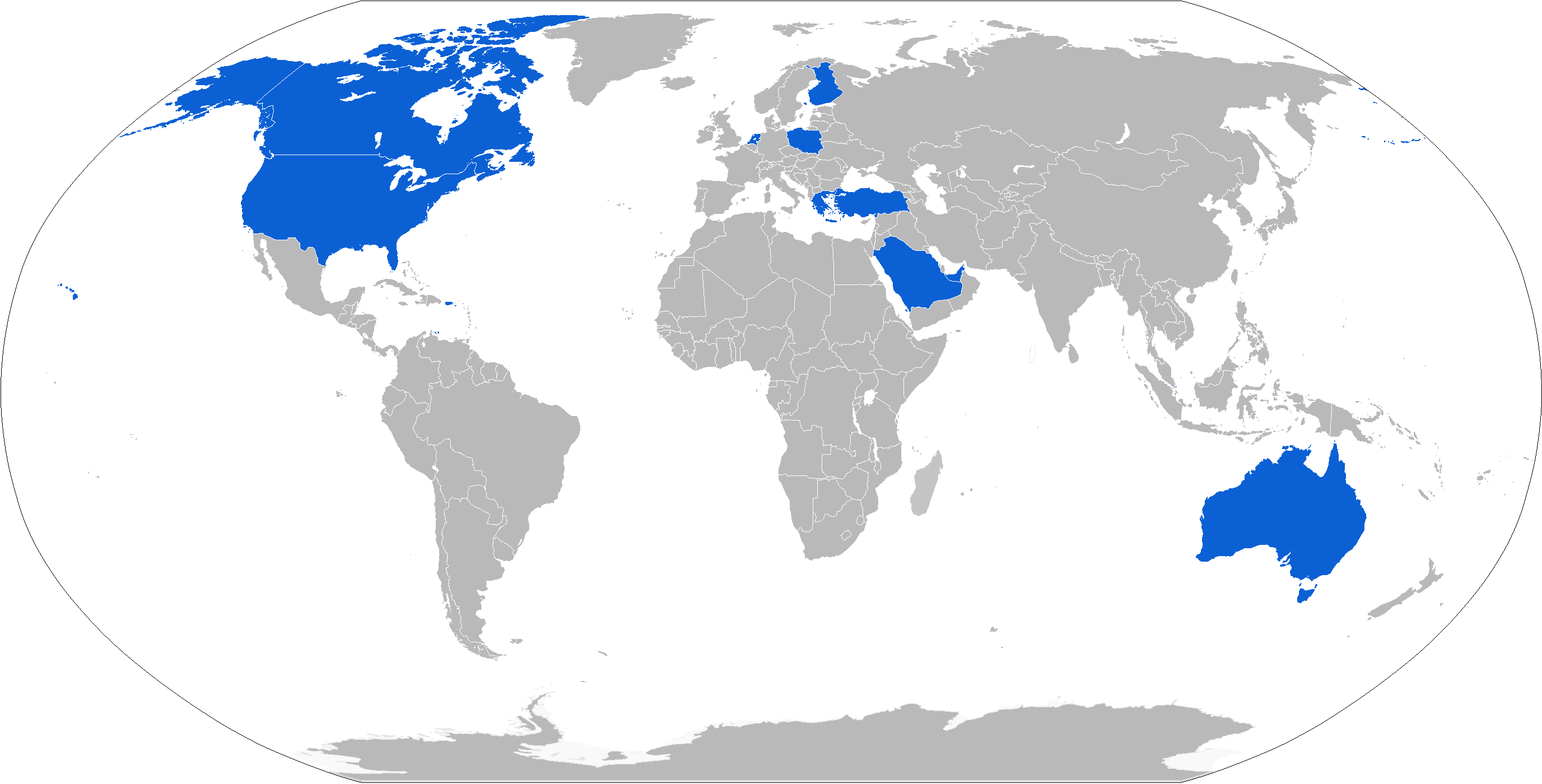
Map with AGM-154 operators in blue

### مشغلون حاليون
- أستراليا[1] - إيه جي إم-154 سي مطور الي بلوك 3[2]
- كندا[3]
- اليونان[4]
- فنلندا (سوف يتم استخدامها في عام 2015 تقريبا)[5]
- بولندا
- السعودية[6]
- سنغافورة
- تركيا
- الإمارات العربية المتحدة[6]
- الولايات المتحدة
- هولندا أعلنت الحكومة الهولندية يوم 7 نوفمبر 2007 أنه تم البدء في تقييم سلاح المواجهة المشتركة قبل تجهيز مقاتلات إف-16 به.
- المغرب: أبرمت المملكة المغربية صفقة مع الولايات المتحدة ستحصل بموجبها على صواريخ جي إم-154.[7]